# Союз Січей
Союз «Січей» — централя, що координувала працю організацій «Січ» на Буковині у 1904 — 1914. У 1914 році охоплювала 5 окружних союзів та 112 клітин по селах. На першому січовому святі (здвизі) у Чернівцях (12 липня 1910) взяли участь 2 000 січовиків з усіх околиць Буковини; друге відбулося у 1914; вони мали парамілітарний характер.
Голова Союзу Січей — Т. Галіп, серед керівних членів — І. і О. Поповичі.